# Kamilla Rachimova
Kamilla Stanislavovna Rachimova (Russisch: Камилла Станиславовна Рахимова) (Jekaterinenburg, 28 augustus 2001) is een tennisspeelster uit Rusland. Zij begon op vijfjarige leeftijd met het spelen van tennis. Haar favoriete ondergrond is hardcourt. Zij speelt rechtshandig en heeft een tweehandige backhand. Zij is actief in het internationale tennis sinds 2016.

## Loopbaan
In 2019 kreeg Rachimova een wildcard voor het Baltic Open, waarmee zij haar debuut maakte op het WTA-circuit.
In 2020 speelde Rachimova op het kwalificatietoernooi van het Australian Open, waar zij in de eerste ronde werd uitgeschakeld. In september 2020 kwalificeerde zij zich voor het eerst voor de hoofdtabel van een grandslamtoernooi, op Roland Garros.
Rachimova stond in 2021 voor het eerst in een WTA-finale, op het dubbelspeltoernooi van de Phillip Island Trophy in Melbourne, samen met de Indiase Ankita Raina – hier veroverde zij haar eerste titel, door het Russische koppel Anna Blinkova en Anastasija Potapova te verslaan. In maart kwam zij binnen in de top 150 van de enkelspelranglijst, en in oktober in de top 100 van het dubbelspel.
In april 2022 maakte zij ook in het enkelspel haar entrée tot de mondiale top 100.
Rachimova stond in 2023 voor het eerst in een WTA-enkelspelfinale, op het toernooi van Stanford – zij verloor van de Chinese Wang Yafan. In oktober won zij haar vierde dubbelspeltitel op het WTA 125-toernooi van Tampico samen met Anastasija Tichonova.
In april 2024 won zij haar vijfde dubbelspeltitel in Bogotá, met de Spaanse Cristina Bucșa aan haar zijde. In september won zij haar eerste WTA-enkelspeltitel op het WTA 125-toernooi van Guadalajara – in de finale versloeg zij de Duitse Tatjana Maria.
In januari 2025 bereikte zij de kwartfinale op het dubbelspel van het Australian Open, geflankeerd door de Spaanse Sara Sorribes Tormo.

## Posities op deWTA-ranglijst
Positie per einde seizoen:
| jaar | rang enkelspel | rang dubbelspel |
| ---- | -------------- | --------------- |
| 2018 | 890            | 631             |
| 2019 | 201            | 226             |
| 2020 | 155            | 191             |
| 2021 | 117            | 70              |
| 2022 | 93             | 96              |
| 2023 | 95             | 112             |
| 2024 | 64             | 83              |

## Resultaten grandslamtoernooien
| Legenda | Legenda                          |
| ------- | -------------------------------- |
| g.t.    | geen toernooi gehouden           |
| l.c.    | lagere categorie                 |
| –       | niet deelgenomen                 |
| G       | uitgeschakeld in de groepsfase   |
| 1R      | uitgeschakeld in de eerste ronde |
| 2R      | uitgeschakeld in de tweede ronde |
| 3R      | uitgeschakeld in de derde ronde  |
| 4R      | uitgeschakeld in de vierde ronde |
| KF      | uitgeschakeld in de kwartfinale  |
| HF      | uitgeschakeld in de halve finale |
| F       | de finale verloren               |
| W       | het toernooi gewonnen            |
| w-v     | winst/verlies-balans             |

### Enkelspel
| toernooi        | 2020 | 2021 | 2022 | 2023 | 2024 | 2025 |
| --------------- | ---- | ---- | ---- | ---- | ---- | ---- |
| Australian Open | –    | –    | –    | 1R   | 2R   | 1R   |
| Roland Garros   | 2R   | –    | 1R   | 3R   | 1R   | 1R   |
| Wimbledon       | g.t. | –    | –    | 1R   | –    | 3R   |
| US Open         | –    | 3R   | 1R   | 1R   | 1R   |      |

### Vrouwendubbelspel
| toernooi        | 2022 | 2023 | 2024 | 2025 |
| --------------- | ---- | ---- | ---- | ---- |
| Australian Open | 1R   | –    | –    | KF   |
| Roland Garros   | 1R   | 1R   | 1R   | 3R   |
| Wimbledon       | –    | 1R   | 2R   | 2R   |
| US Open         | 1R   | 3R   | 2R   |      |

## Palmares
| Legenda                 |
| ----------------------- |
| Grandslamtoernooi       |
| Olympische Spelen       |
| Year-End Championships  |
| Premier Mandatory       |
| Premier Five / WTA 1000 |
| Premier / WTA 500       |
| International / WTA 250 |
| Challenger / WTA 125    |

### WTA-finaleplaatsen enkelspel
| nr.              | finale     | toernooi        | ondergrond | tegenstandster | score         |         |
| ---------------- | ---------- | --------------- | ---------- | -------------- | ------------- | ------- |
| gewonnen finales |            |                 |            |                |               |         |
| 1.               | 2024-09-07 | WTA Guadalajara | hardcourt  | Tatjana Maria  | 6-3, 6-7, 6-3 | details |
| verloren finales |            |                 |            |                |               |         |
| 1.               | 2023-08-19 | WTA Stanford    | hardcourt  | Wang Yafan     | 2-6, 0-6      | details |

### WTA-finaleplaatsen vrouwendubbelspel
| nr.              | finale     | toernooi        | ondergrond    | partner              | tegenstandsters                     | score            |         |
| ---------------- | ---------- | --------------- | ------------- | -------------------- | ----------------------------------- | ---------------- | ------- |
| gewonnen finales |            |                 |               |                      |                                     |                  |         |
| 1.               | 2021-02-19 | WTA Melbourne   | hardcourt     | Ankita Raina         | Anna Blinkova Anastasija Potapova   | 2-6, 6-4, [10-7] | details |
| 2.               | 2021-11-12 | WTA Linz        | hardcourt (i) | Natela Dzalamidze    | Wang Xinyu Zheng Saisai             | 6-4, 6-2         | details |
| 3.               | 2022-10-23 | WTA Rouen       | hardcourt (i) | Natela Dzalamidze    | Misaki Doi Oksana Kalasjnikova      | 6-2, 7-5         | details |
| 4.               | 2023-10-28 | WTA Tampico     | hardcourt     | Anastasija Tichonova | Sabrina Santamaria Heather Watson   | 7-6, 6-2         | details |
| 5.               | 2024-04-07 | WTA Bogota      | gravel        | Cristina Bucșa       | Anna Bondár Irina Chromatsjova      | 7-6, 3-6, [10-8] | details |
| verloren finales |            |                 |               |                      |                                     |                  |         |
| 1.               | 2021-07-10 | WTA Båstad      | gravel        | Tereza Mihalíková    | Mirjam Björklund Leonie Küng        | 7-5, 3-6, [5-10] | details |
| 2.               | 2021-07-25 | WTA Palermo     | gravel        | Natela Dzalamidze    | Erin Routliffe Kimberley Zimmermann | 6-7, 6-4, [4-10] | details |
| 3.               | 2022-04-24 | WTA Istanbul    | gravel        | Natela Dzalamidze    | Marie Bouzková Sara Sorribes Tormo  | 3-6, 4-6         | details |
| 4.               | 2022-10-16 | WTA Cluj-Napoca | hardcourt (i) | Jana Sizikova        | Kirsten Flipkens Laura Siegemund    | 3-6, 5-7         | details |
| 5.               | 2024-09-15 | WTA Guadalajara | hardcourt     | Oksana Kalasjnikova  | Anna Danilina Irina Chromatsjova    | 6-2, 5-7, [7-10] | details |